# Каштелу-Мельор
Каштелу-Мельор (порт. Castelo Melhor)  —  населённый пункт и район в Португалии,  входит в округ Гуарда. Является составной частью муниципалитета  Вила-Нова-де-Фош-Коа. По старому административному делению входил в провинцию Траз-уж-Монтиш и Алту-Дору. Входит в экономико-статистический  субрегион Доуру, который входит в Северный регион. Население составляет 336 человек на 2001 год. Занимает площадь 36,41 км².